# Rosa Spier Huis

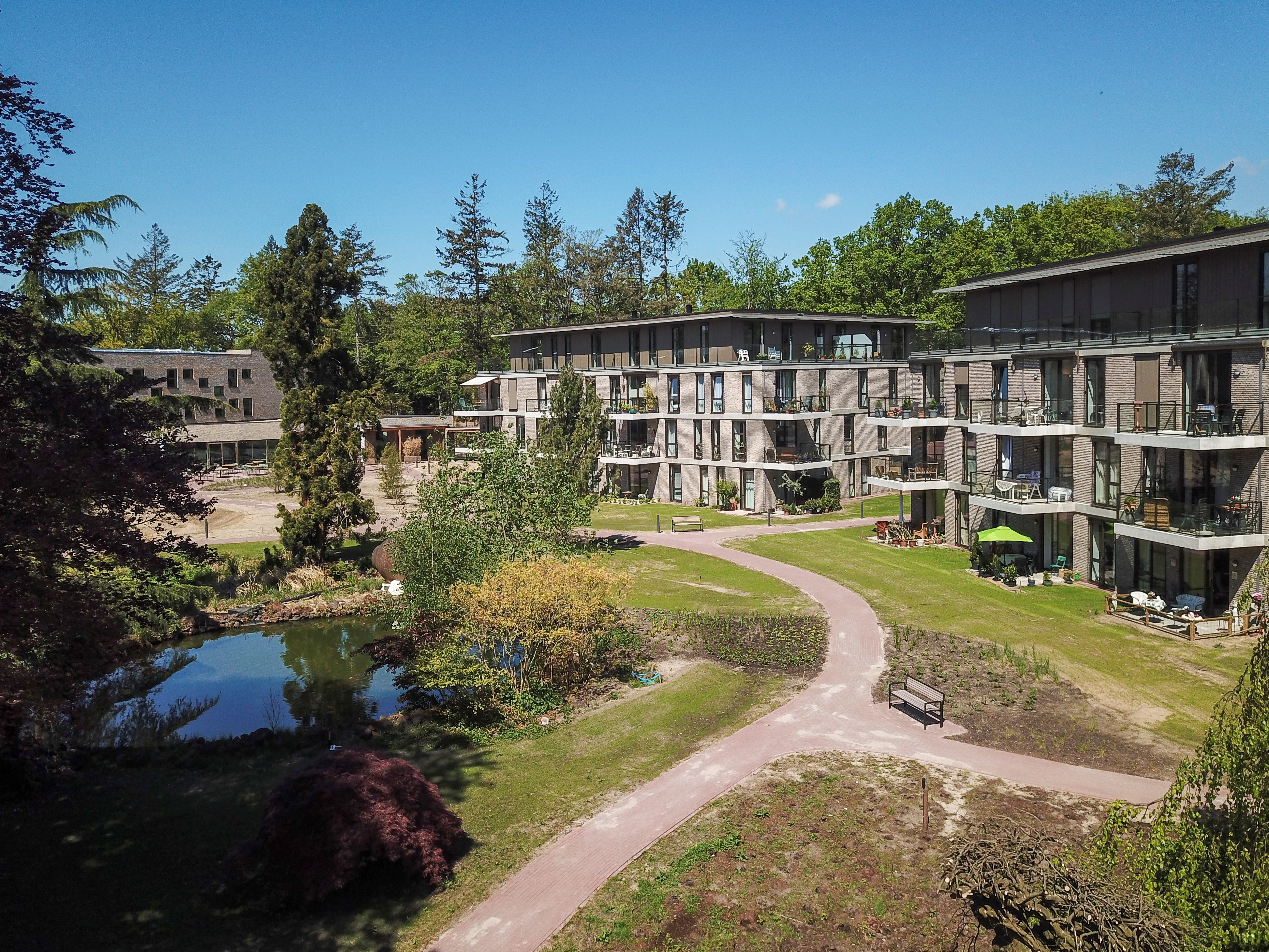
Rosa Spier Huis, 2020

Das Rosa Spier Huis ist ein Wohn- und Arbeitszentrum für ältere Künstler und Wissenschaftler. Es befindet sich in Laren, Nordholland. Es wurde am 11. Oktober 1969 von Marga Klompé, der damaligen Ministerin für Kultur, Erholung und soziale Arbeit, eröffnet.

## Geschichte
Die Idee für einen „sicheren Hafen für ältere Künstler“ kam von der niederländischen Harfenistin Rosa Spier. Das Ziel des Hauses war es, älteren Künstlern zu ermöglichen, sich ihrer Arbeit weiter mit Energie zu widmen. Dafür errichtete Spiers Freundin Henriette Polak-Schwarz die Rosa-Spier-Stiftung, welche schließlich das Haus erbaute.
Die Wohnungen im alten Haus boten Platz für 73 Bewohner. Darüber hinaus gab es (und gibt es im neuen Haus) Gemeinschaftseinrichtungen wie eine Bibliothek und einen Theaterraum. Der Komplex wurde vom Büro Goldschmidt & Verbruggen und der Garten von der Landschaftsarchitektin Wilhelmina Jacoba Moussault-Ruys entworfen.
2008 wurde bekanntgegeben, dass die Gemeinde Laren und der Stiftungsrat erwogen, das Haus abzureißen und neue 68 Wohnungen zu bauen. In einem Brief wies der Bond Heemschut auf den großen kulturhistorischen Wert von Haus und Garten hin. Experten und Interessenvertreter versuchten vergeblich, die Meinung der Stiftung und der Gemeinde zu ändern. Das Haus stand nicht auf der Denkmalliste und wurde im Mai 2014 abgerissen.
Der Neubau wurde im Winter 2019/2020 eingeweiht. Zusätzlich zu den 70 bisherigen Bewohnern sind ca. 50 neue eingezogen.

## Bekannte ehemalige Bewohner
- Hetty Beck, Schauspielerin
- Éva Besnyő, Fotografin
- Paul Biegel, Schriftsteller
- Kees Brusse, Schauspieler
- Cora Canne Meijer, Opernsängerin
- Julian Coco, Gitarrist

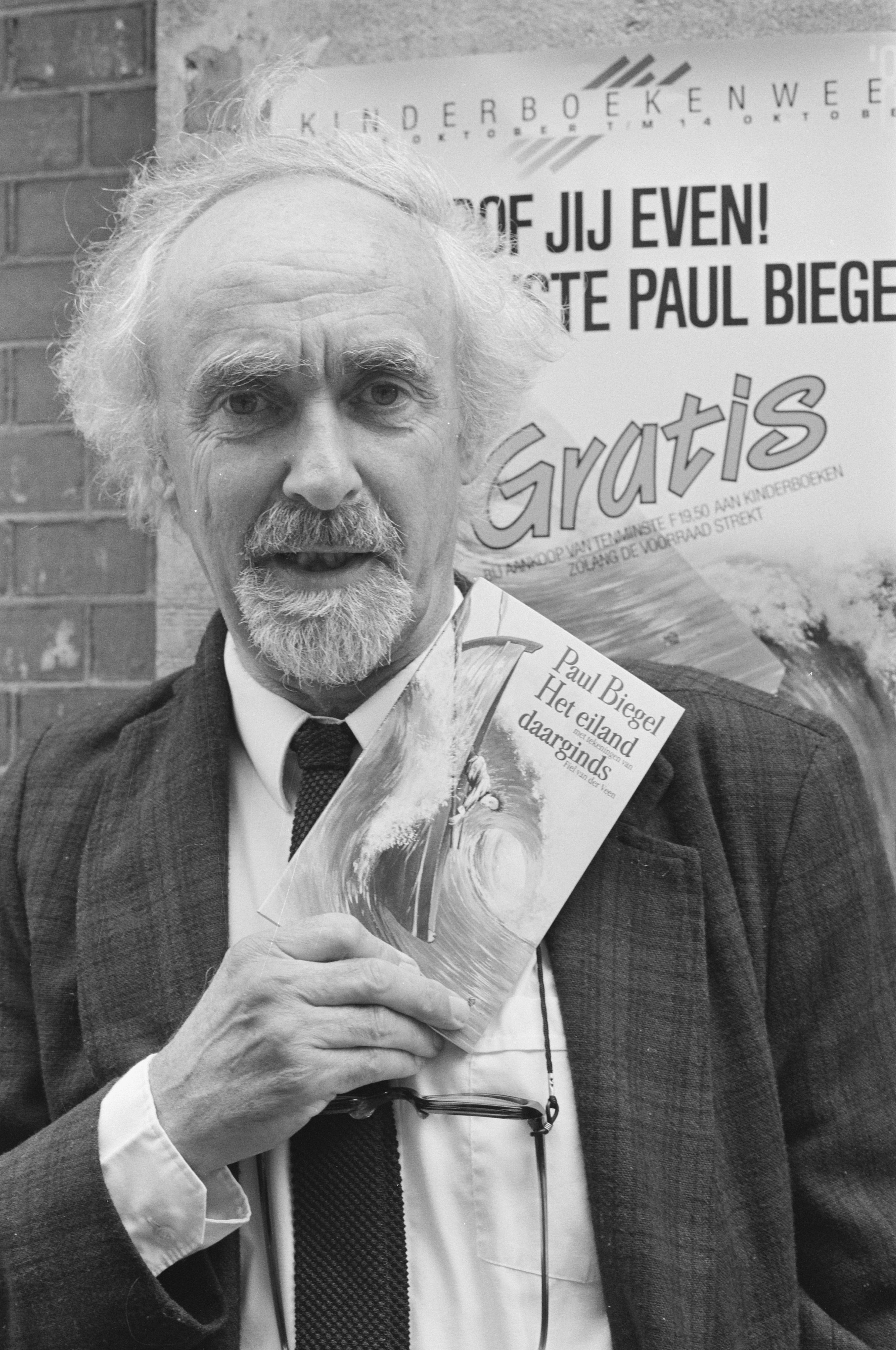
Paul Biegel

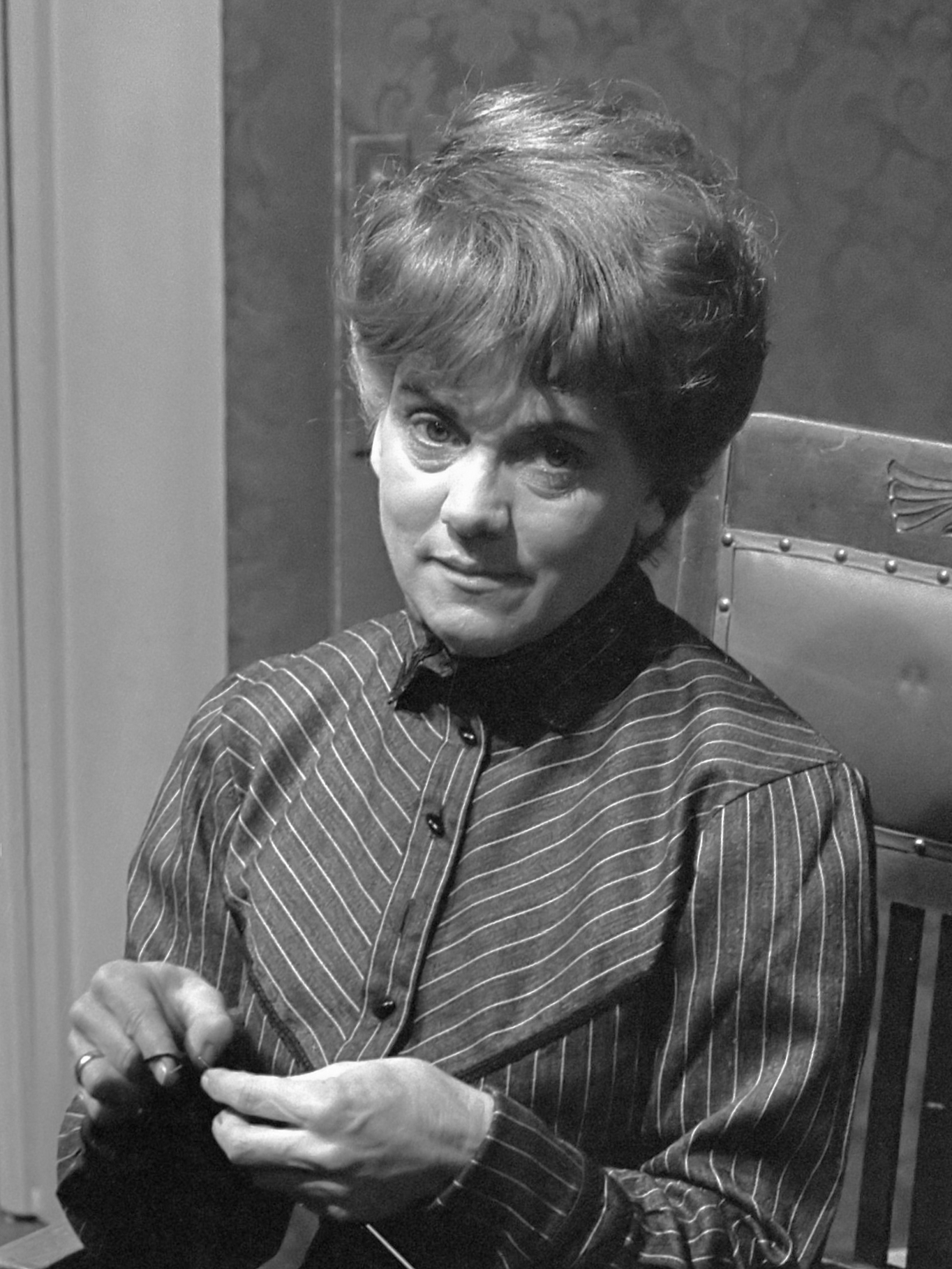
Emmy Lopes Dias

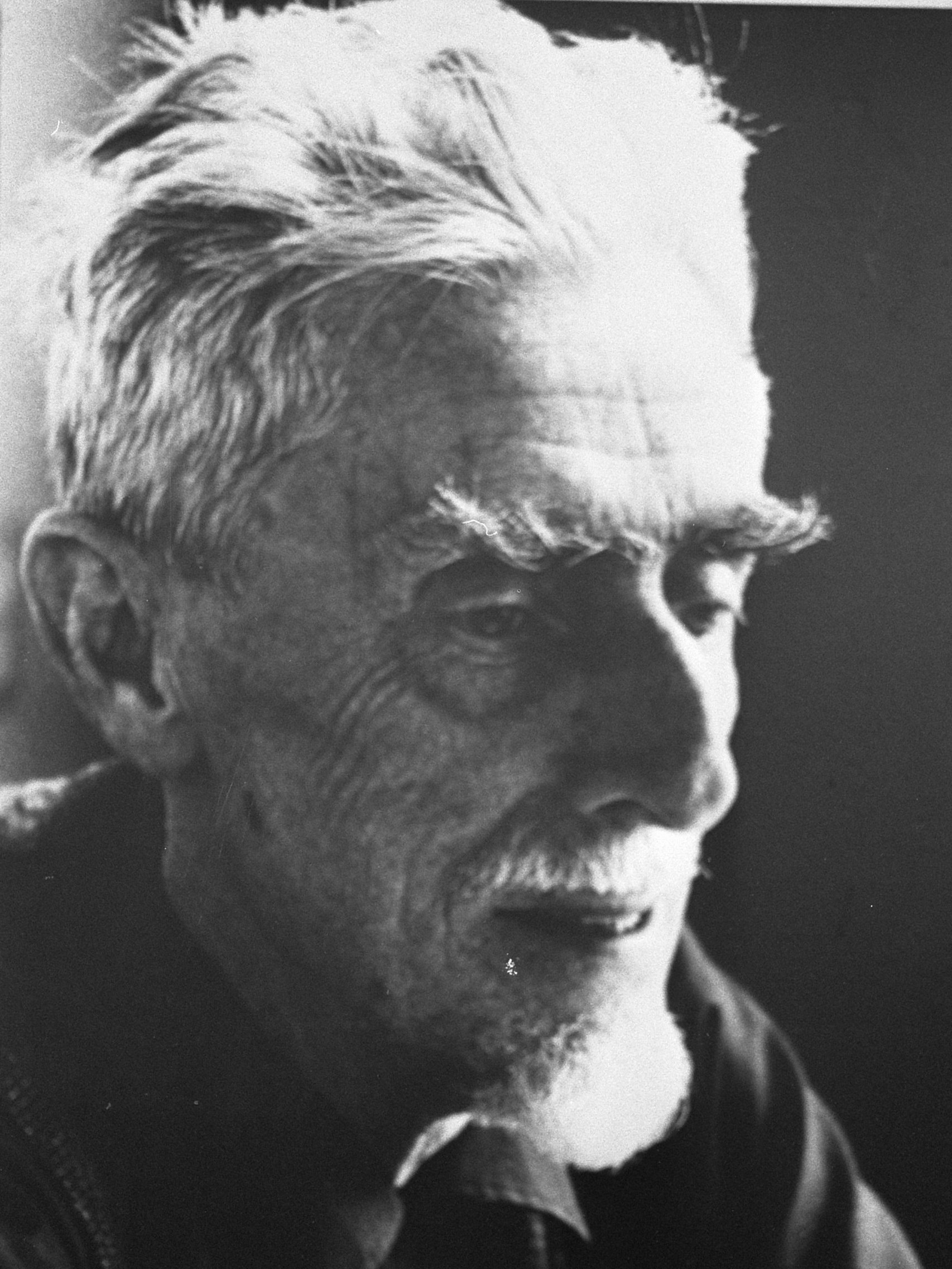
M. C. Escher (ca. 1971)

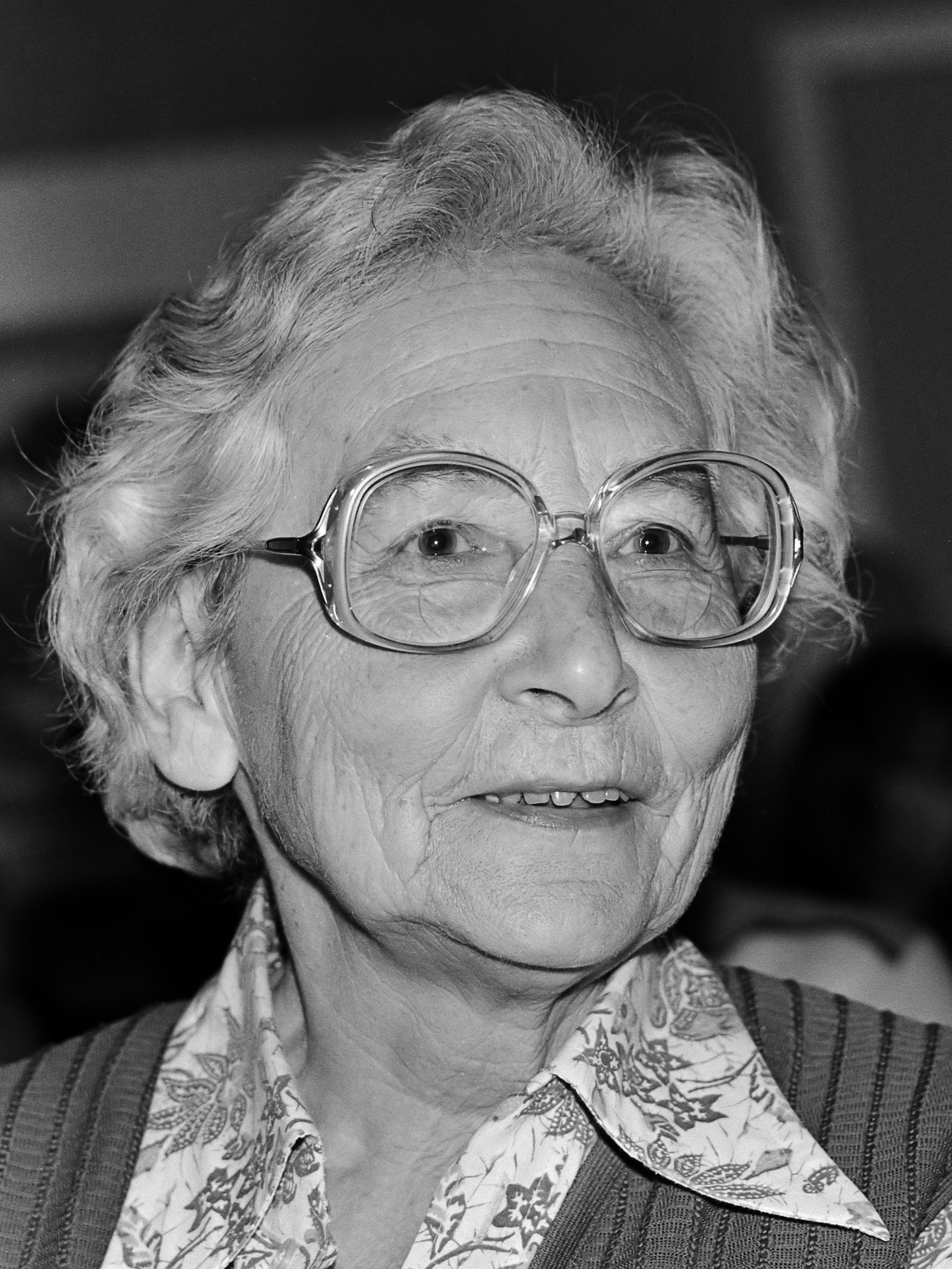
An Rutgers

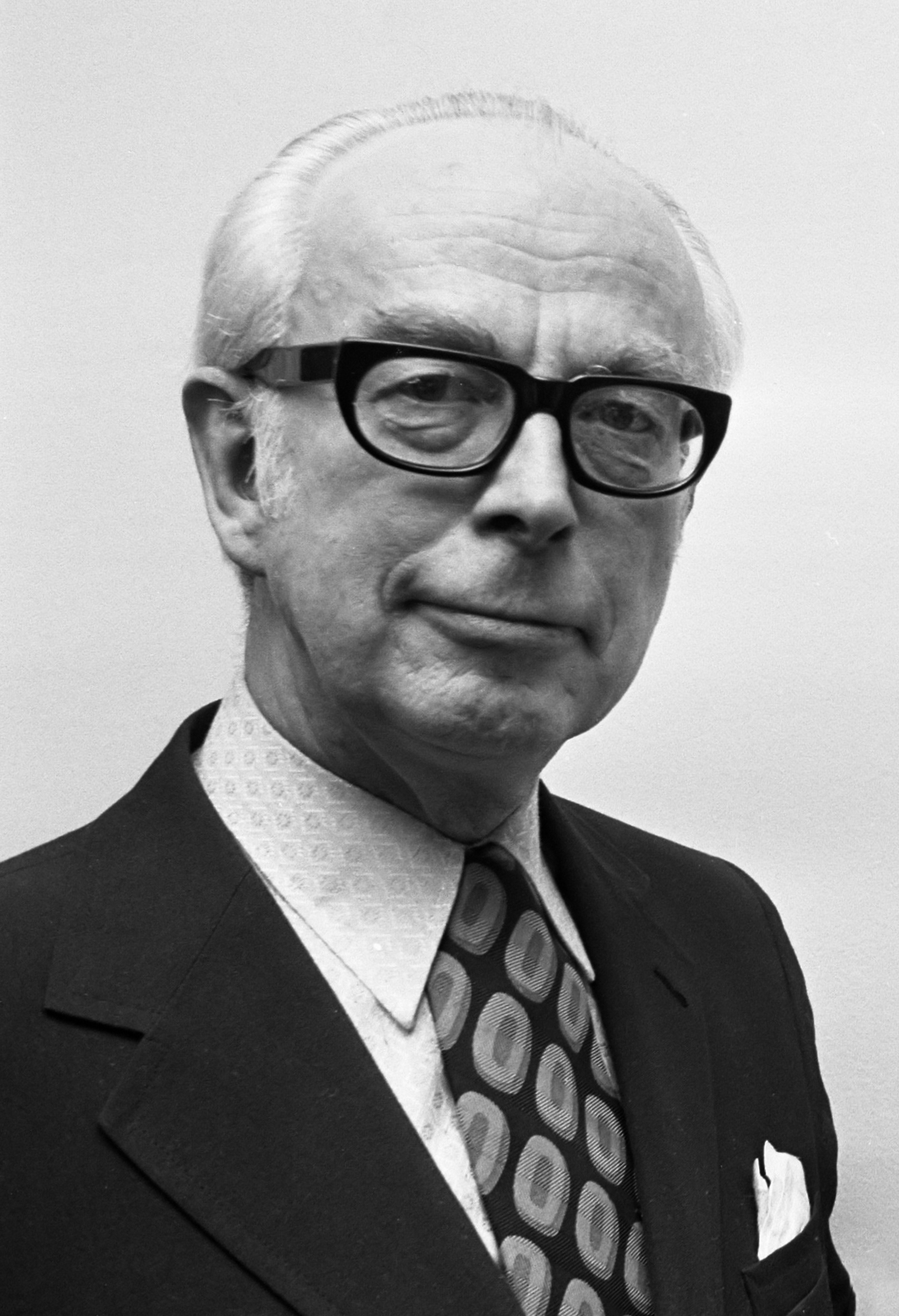
Marten Toonder

- Cola Debrot, antilleanischer Schriftsteller, Politiker und Generalgouverneur der Niederländischen Antillen
- Louis van Dijk, Pianist
- HP Doebele, Grafikdesigner und Grafiker
- Maurits Cornelis Escher, Grafiker
- Clara Eggink, Dichterin und Schriftstellerin
- Eddy van der Enden, Filmpionier
- Hein van der Gaag, Jazz- und Boogie-Woogiepianist und Komponist
- Paul Godwin, Geiger
- Bert Haanstra, Regisseur, Drehbuchautor, Filmproduzent und Kameramann
- Wilna Haffmans, Bildhauerin
- Enrico Hartsuyker und Luzia Hartsuyker-Curjel, Architekten
- Heere Heeresma, Schriftsteller und Dichter
- Margot Hudig-Heldring, Bildhauerin
- Guus Hermus, Schauspieler
- Inka Klinckhard, Bildhauerin
- John Kraaijkamp sr., Schauspieler und Komiker
- Harry van Kruiningen, bildender Künstler
- Ton Kuyl, Schauspieler
- Jef Last, Schriftsteller
- Ton Lensink, Schauspieler und Schriftsteller
- Noni Lichtveld, Zeichnerin, Dekorateurin und Kostümbildnerin
- Emmy Lopes Dias, Schauspielerin
- Albert Milhado, Journalist
- Theo Mulder, Bildhauer
- Willem van Nieuwenhoven, Maler
- Riek de Raat, Malerin
- Sybold van Ravesteyn, Architekt
- John van de Rest, Regisseur und Drehbuchautor
- Annie Romein-Verschoor, Historikerin und Schriftstellerin
- Joachim Röntgen, Geiger
- An Rutgers, Schriftstellerin
- Cobi Schreijer, Sängerin
- Piet Smissaert, Maler
- Mathilde Stuiveling-van Vierssen Reise, Schriftstellerin
- Rein Stuurman, Grafiker
- Marten Toonder, Comiczeichner
- Frits Thors, Journalist und Nachrichtensprecher
- Erika Visser, Malerin
- Nelly Wagenaar, Pianistin und Musikpädagogin
- Davina van Wely, Violinpädagogin
- Riek Wesseling, Zeichnerin und Grafikerin
- Nicolaas Wijnberg, Künstler und Choreograph
- Adrianus Zwart, Maler
- Max Werner, Schlagzeuger und Sänger